# Rousseau-Insel

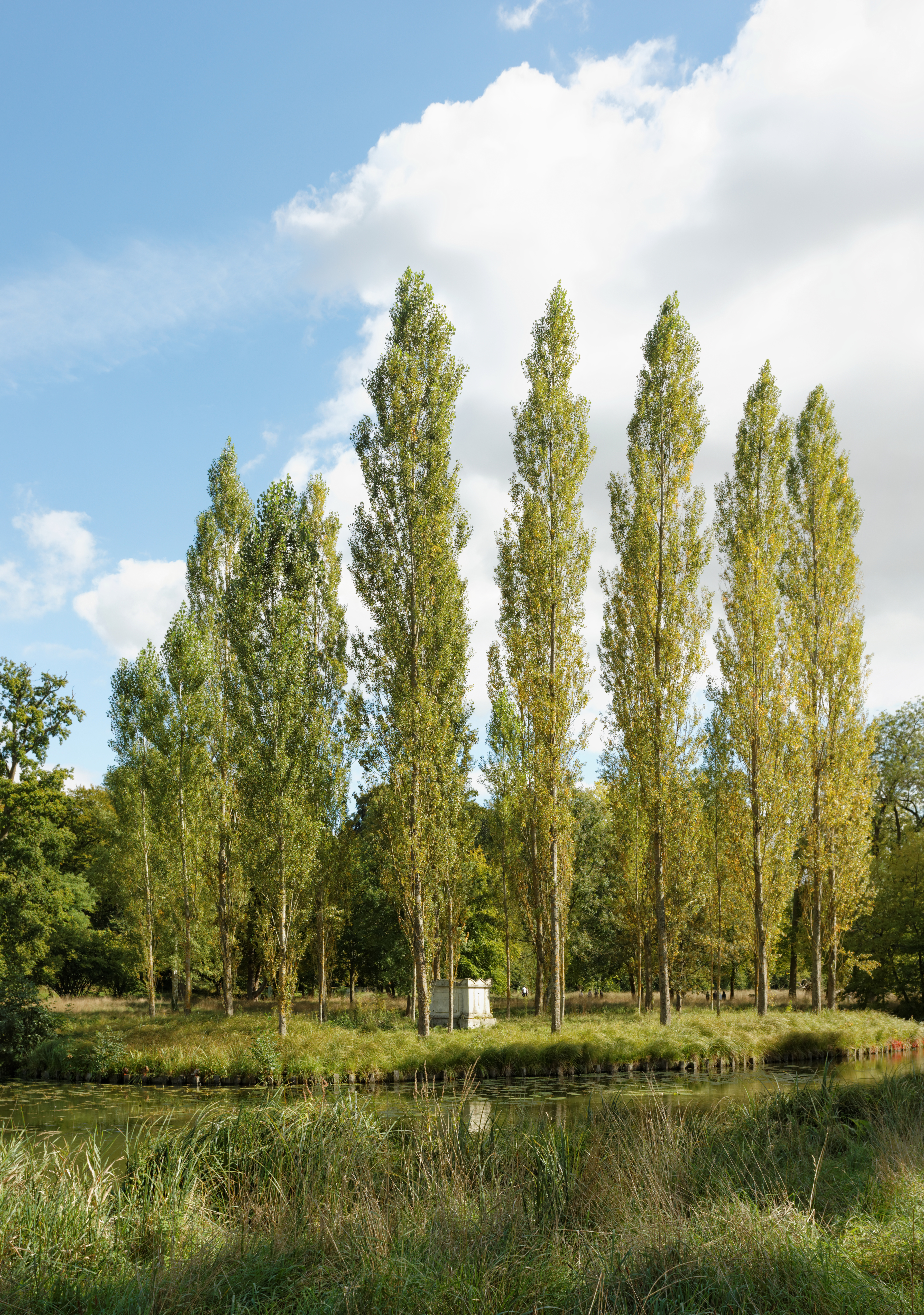
Pappelinsel mit dem Kenotaph Rousseaus im Park von Ermenonville

Als Rousseau-Insel werden kleine, zumeist künstlich angelegte Inseln in Seen bezeichnet, die der ehemaligen Grabstätte von Jean-Jacques Rousseau (1712–1778) auf der Île des peupliers (Pappelinsel) im Park von Ermenonville bei Paris nachempfunden sind. 
Auf den runden Inseln wurde ein Kreis von Pappeln oder Erlen gepflanzt, die ein Kenotaph oder eine Zierurne umgaben. Diese Scheinfriedhöfe der Romantik bekunden die Sympathie der Parkeigentümer mit Rousseaus naturverbundenen bzw. sozialreformerischen Ideen. Sie wurden als Gestaltungselement vorwiegend bei der Anlage von Englischen Landschaftsgärten eingesetzt.
Rousseau-Inseln gibt es unter anderen in folgenden Parks:
- Großer Tiergarten, Berlin
- Wörlitzer Park
- Louisenteich im Park von Schloss Ludwigslust mit Denkmal Helena Paulowna um 1810 von Franz Pettrich gestaltet
- Landschaftspark Althaldensleben-Hundisburg
- Landschaftspark von Schloss Herrnsheim, gestaltet von Friedrich Ludwig Sckell[3]
- Landschaftspark Arkadia, Nieborów (Polen)[4]

Île Rousseau heißt in Genf, der Heimatstadt des Philosophen, eine ehemalige Bastion in der Rhone bei deren Ausfluss aus dem Genfersee, die heute zwischen zwei Brücken eingeklemmt ist. Manchmal wird auch die Petersinsel im Bielersee, wo der Verfolgte eine Zeit lang Zuflucht fand, als Rousseau-Insel bezeichnet.
Eine Variante der Verehrung Rousseaus in Form der symbolischen Nachbildung seiner Grabstätte war im ausgehenden 18. Jahrhundert die Anlage von runden Baumgruppen ohne Einbeziehung eines Sees. Eine solche ließ beispielsweise Feldmarschall Lacy im heutigen Schwarzenbergpark in Wien anlegen. Er bezeichnete sie als Tombeau de J.-J. Rousseau.
Andere Persönlichkeiten wurden auf ähnliche Weise geehrt. So ließ Gräfin Helena Potocka die sterblichen Überreste des englischen Philanthropen John Howard (1726–1790) aus dessen Grab bei Cherson überführen und auf einer Insel im Park von Kowaliwka bei Nemyriw (Ukraine) beisetzen. Sie wollte dort ein jährliches Wohltätigkeitsfest veranstalten, an dem „die Nymphen des Landes“ teilnehmen und den Ort mit Blumen bestreuen sollten. Möglicherweise war die Anlage von der Rousseau-Insel im Landschaftspark Arkadia von Fürstin Helena Radziwiłłowa inspiriert.
Ebenfalls nach dem Vorbild von Ermenonville gestaltet ist die Begräbnisinsel im Großen Teich des Schlossparks Gotha. Sie diente von 1779 bis 1848 der Bestattung dreier Herzöge und zweier Prinzen des Hauses Sachsen-Gotha-Altenburg. Die zentrale Granitsäule mit einer Urne von carrarischem Marmor und Sockel von Serpentino antico ist heute nicht mehr vorhanden.

## Galerie

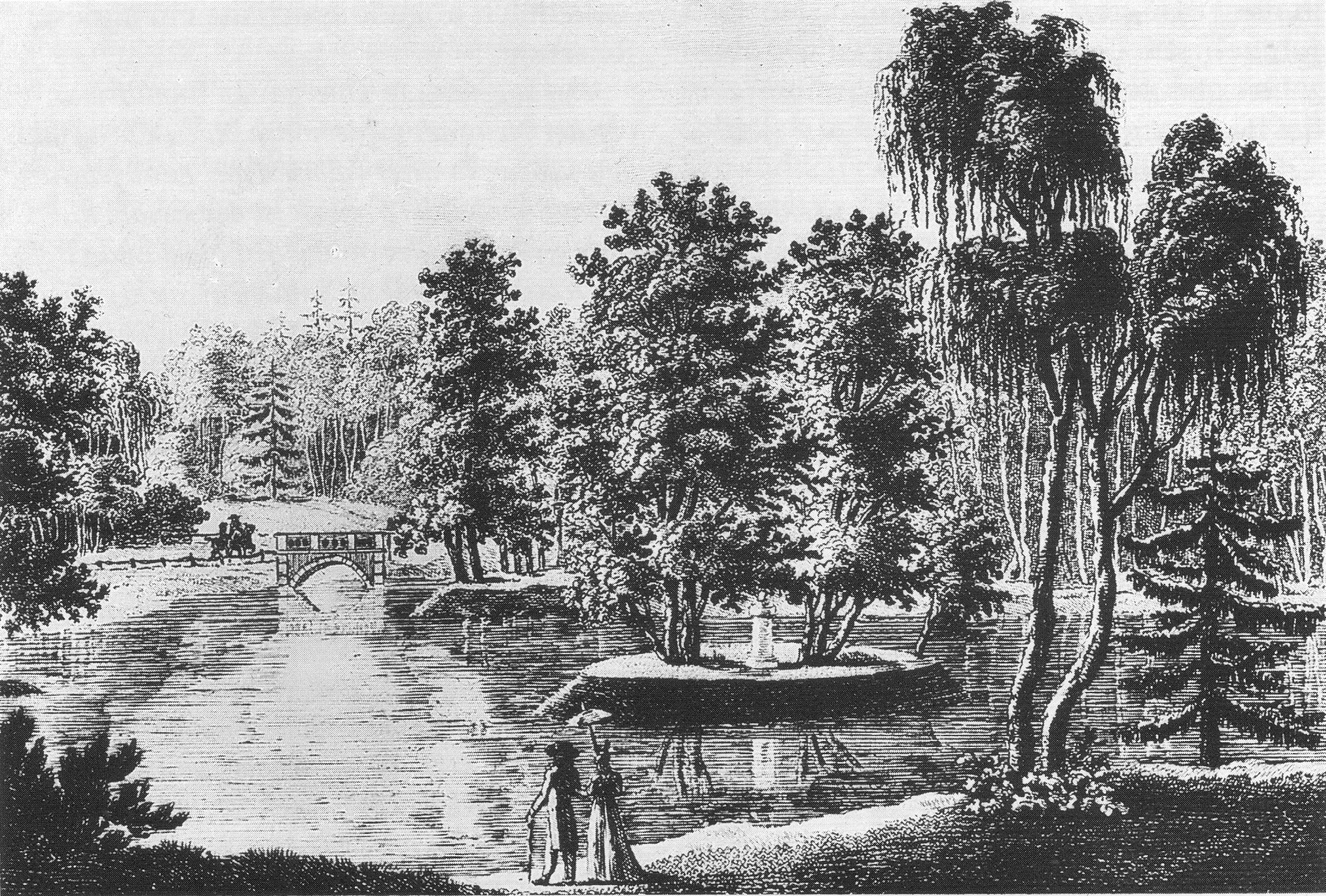
Leopold Ludwig Müller: Rousseau-Insel im Großen Tiergarten in Berlin, um 1800
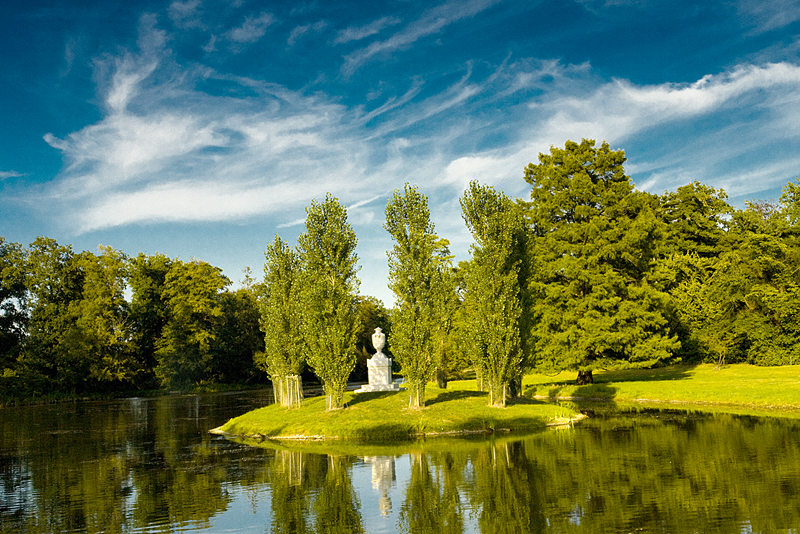
Rousseau-Insel im Wörlitzer Park
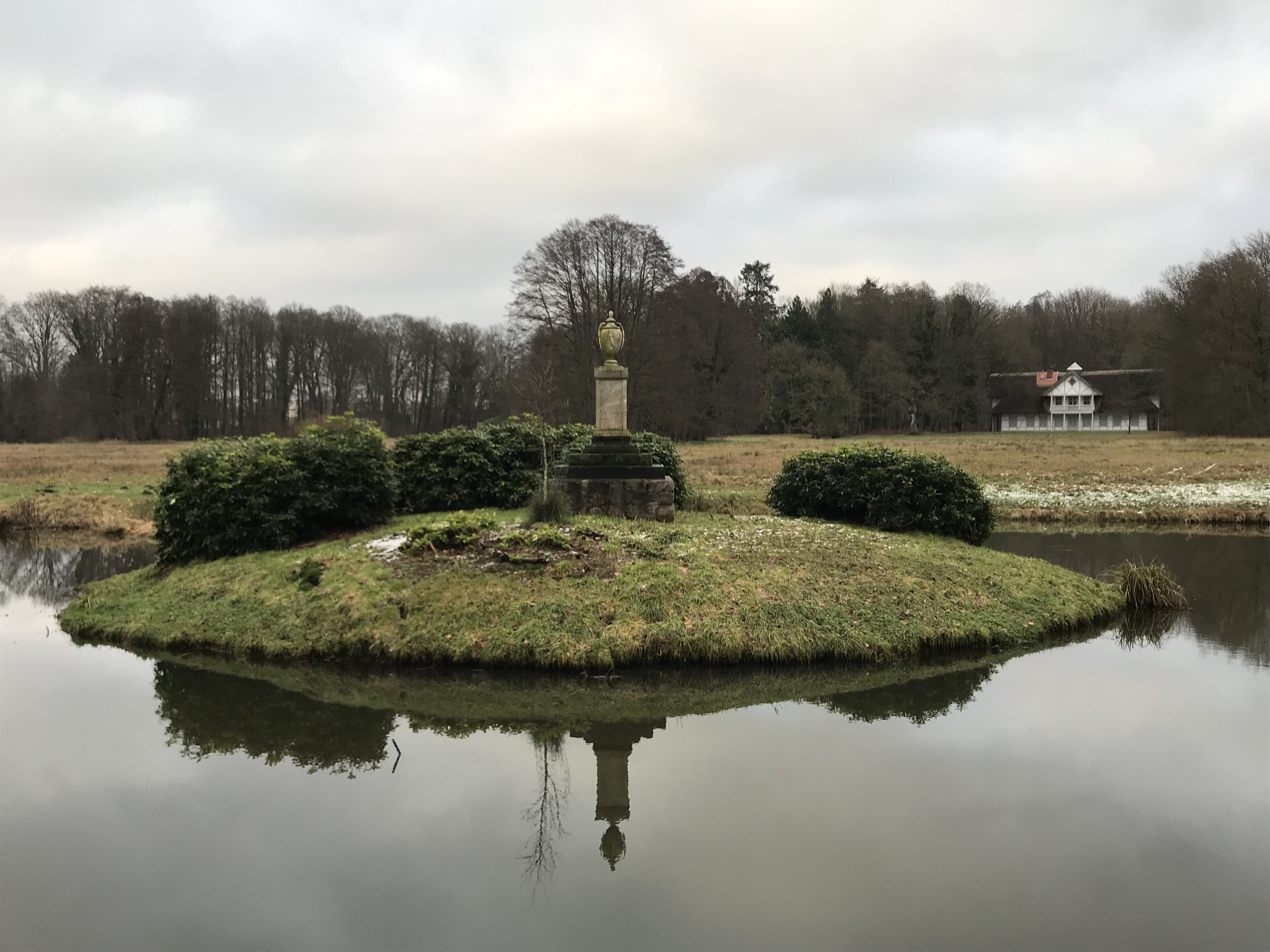
Louisenteich im Park von Schloss Ludwigslust mit Denkmal Helena Pawlowna um 1810 von Franz Pettrich gestaltet
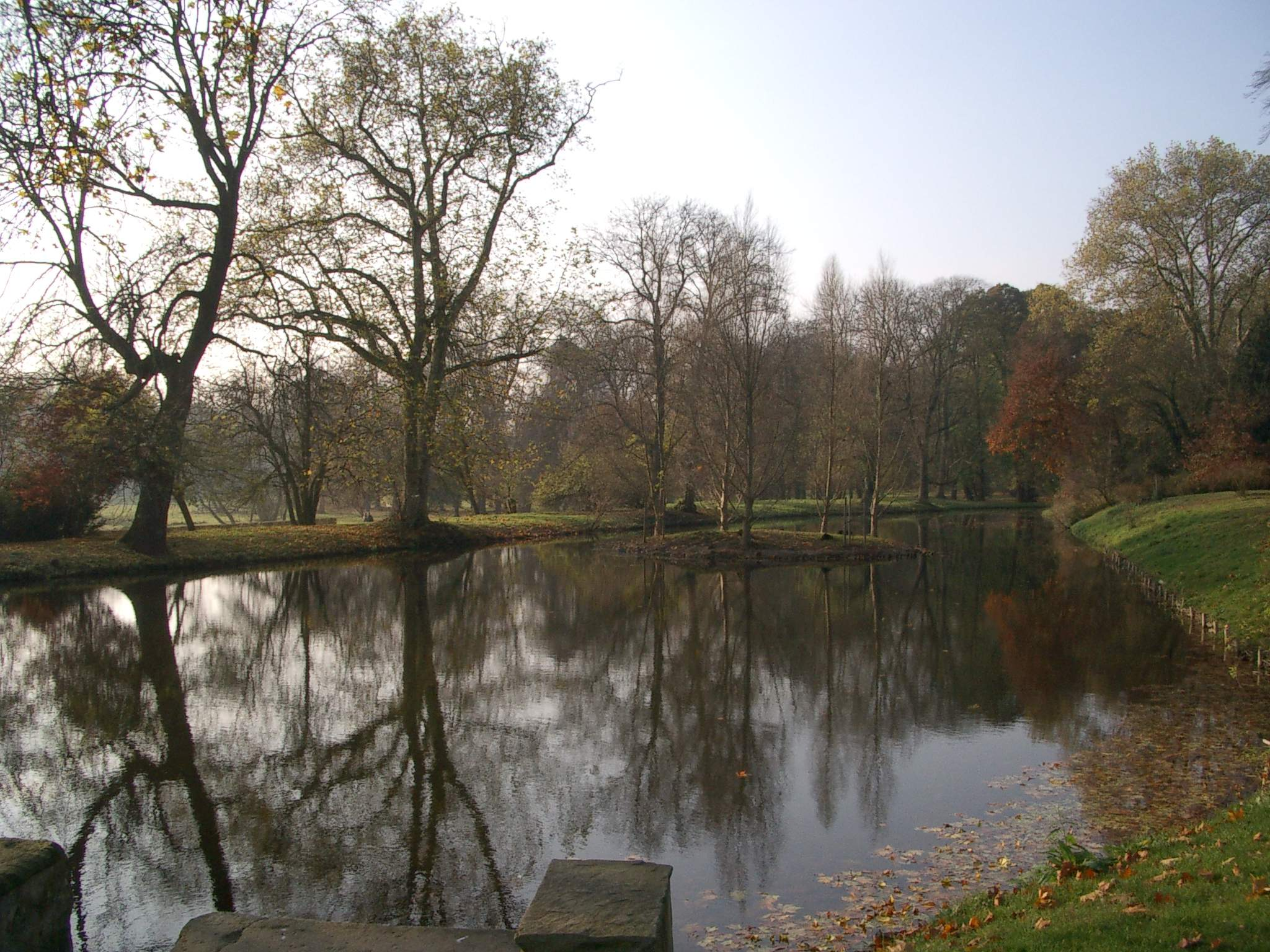
Rousseau-Insel im Schwanenteich des Landschaftsparks Althaldensleben-Hundisburg
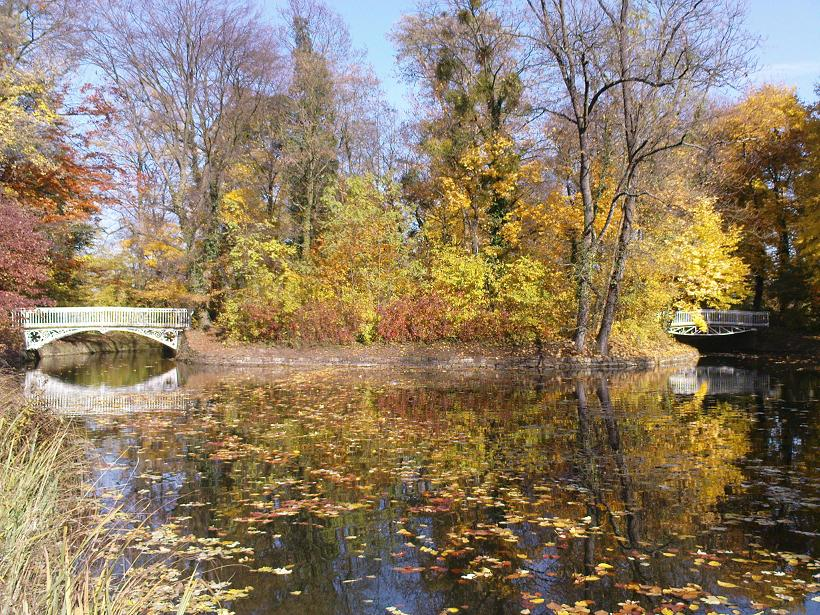
Rousseau-Insel im Landschaftspark von Schloss Herrnsheim
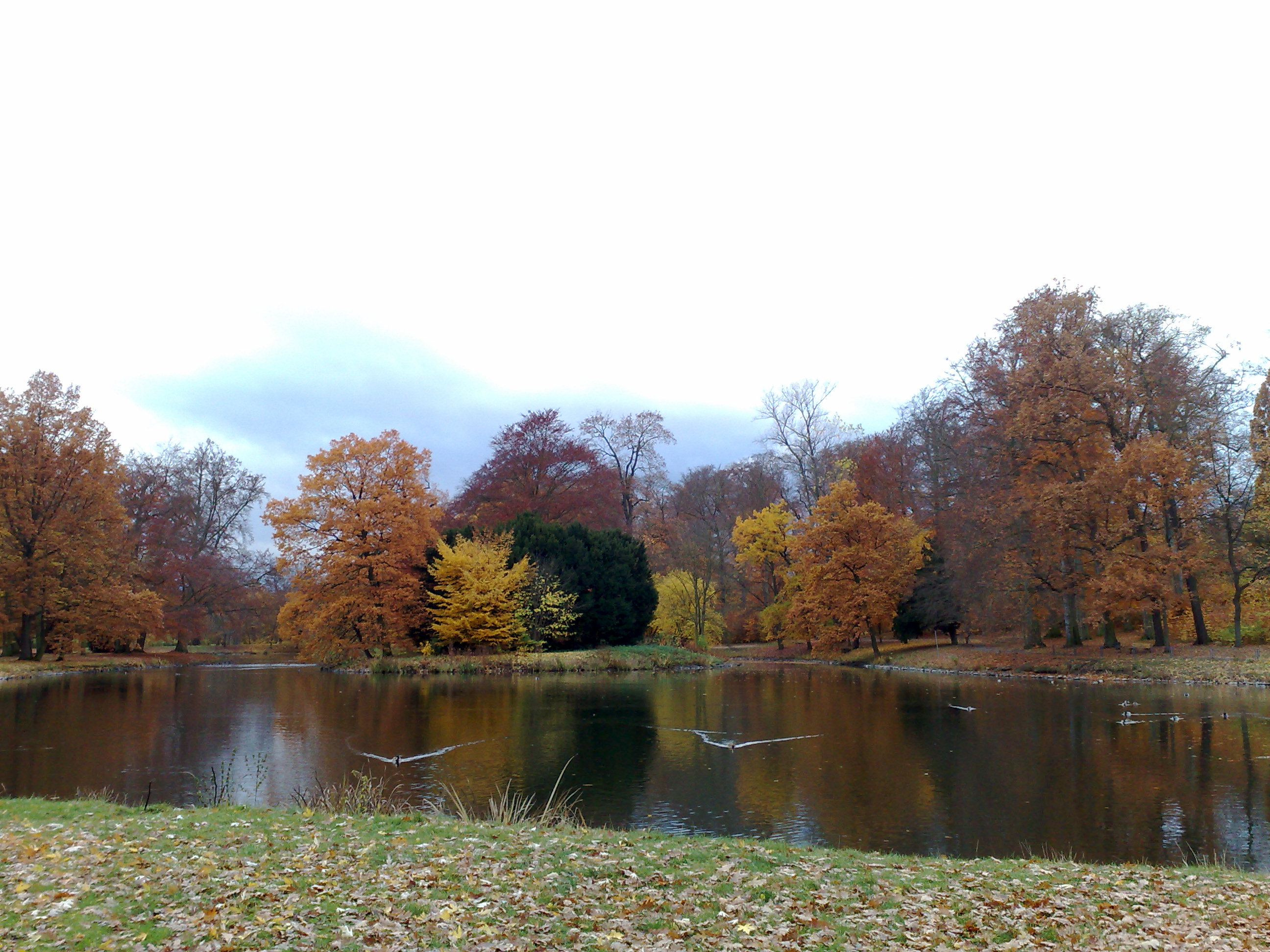
Begräbnisinsel im Großen Teich des Schlossparks Gotha